# Bab Menara
Bab Menara (arabe : باب منارة) est l'une des portes de la médina de Tunis (Tunisie).

## Étymologie
Située à l'ouest de l'ancienne enceinte, elle est construite en 1276 le long des remparts.
Selon une tradition, elle porte le nom de Bab Menara (« porte du Fanal »), sous le règne des Hafsides (1228-1574), lorsqu'une lampe à huile ou fanal est installée pour éclairer la route des caravanes. Une autre explication est que son nom serait dû à la présence d'un phare qui surmontait l'ancien palais des Beni Khorasan (palais tunisois des Khourassanides remplacé de nos jours par le Dar Hussein).

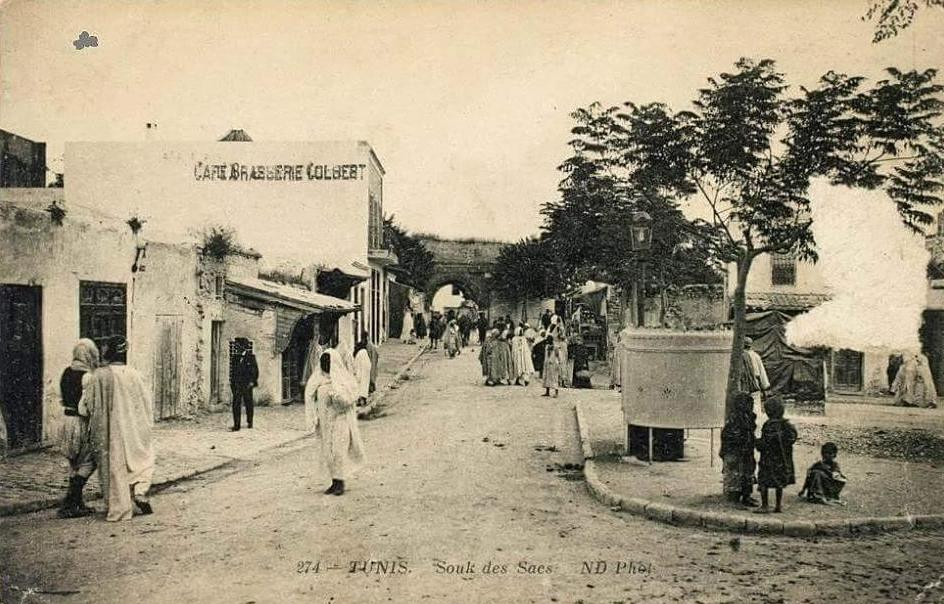
Carte postale ancienne montrant Bab Menara à partir de souk El Ghraier.

La porte est aussi surnommée El Artha : « porte de la Folle ».
Quelle que soit l'origine de son nom, l'ouverture de la porte précède certainement l'époque des Hafsides, car elle joue le rôle essentiel de faire communiquer la médina avec le faubourg d'El Haoua.

## Environnement
À l'extérieur de cette porte se trouvait, à l'époque des souverains hafsides, une caserne peuplée de miliciens chrétiens en majorité aragonais et catalans recrutés par les sultans pour leur protection personnelle. Signe de la tolérance en vigueur dans le royaume hafside, la caserne était dotée d'une église dédiée à saint François[Lequel ?] et les miliciens pouvaient pratiquer librement leur culte.
La population locale a donné à l'endroit où se trouve la caserne l'appellation de Rbat En Nassara ou « quartier des chrétiens ».